# Детайёр, Ипполит
Ипполит-Александр-Габриэль-Вальтер Детайёр (фр. Hippolyte Alexandre Gabriel Walter Destailleur; 27 сентября 1822, Париж — 17 ноября 1893) — французский архитектор, проектировщик интерьера периода историзма. Библиофил, историк искусства, коллекционер произведений искусства. Известен проектами и реставрационными работами для знаменитых исторических замков во Франции и Англии, а также коллекцией книг, гравюр и рисунков французских художников, охватывающей период XVIII и XIX веков, большая часть которых ныне хранится в Кабинете эстампов Национальной библиотеки в Париже: коллекция Детайёра.

## Жизнь и творчество
Ипполит-Александр-Габриэль-Вальтер Детайёр родился в Париже в семье Франсуа-Ипполита Детайёра (1787—1852), также известного французского архитектора, который учился у Шарля Персье, после чего в 1819 году стал архитектором Министерства юстиции. Ипполит обучался архитектуре в 1842—1846 годах у Ашиля Леклера в Школе изящных искусств в Париже, после чего работал с отцом и с Этьеном-Ипполитом Годдом. В 1852 году после смерти отца он возглавил семейную проектную мастерскую, а также занял его место в Министерстве юстиции и в должности архитектора Монетного двора.
В браке с Эмилией Жоржиной Феррьер, заключённом в 1847 году, у него было тринадцать детей, включая Вальтера Андре Детайёра (1867—1940), который позднее стал его преемником.
Ипполит Детайёр стал модным архитектором, обслуживающим богатых и титулованных клиентов. Он подражал французским стилям XVI—XVIII веков, отличаясь от многих своих современников, которые отдавали предпочтение средневековым, итальянским ренессансным или античным образцам. Среди его осуществлённых проектов: интерьеры в стиле рококо для Отеля Пурталес (l’hôtel de Pourtalès) в Париже (1865—1866 и 1869—1870); реконструкция замка Плесс (1870—1876); городской дом графа Ганса Генриха фон Плесса в Берлине (1874—1876).
Детайёр проектировал отель Беаг (l’hôtel de Béhague) в Париже (1866—1867, не сохранился) и замок Франконвиль в Уазе для герцога де Масса (1880—1885), Отель Ноай-Муши (Hôtel de Noailles-Mouchy) на бульваре Курсель в Париже (разрушен в 1958 году). С 1875 по 1892 год Детайёр руководил проектированием и реставрацией замков Куранс и Во-ле-Виконт для промышленника Альфреда Сомье.
С 1875 по 1882 год он построил замок Франконвиль в Сен-Мартен-дю-Тертр для герцога Масса, своего рода точную копию замка Мезон-Лаффит, построенного архитектором Франсуа Мансаром для Рене де Лонгейля. В Вене Детайёр построил частный особняк для Альберта де Ротшильда (1876—1882), где воспроизвёл знаменитую «Посольскую лестницу» в Версале (здание не сохранилось).
Детайёр является одним из самых известных иностранных архитекторов, работавших в XIX веке в Англии. Он был вызван в Англию изгнанной императрицей, которая поручила ему строительство погребальной капеллы Наполеона III, их единственного сына, принца Имперского, и её самой в Фарнборо (графство Хэмпшир), а также строительство аббатства, предназначенного для размещения общины французских монахов, которые должны были заботиться об упокоении их душ, существующего и поныне, аббатства Мон-Сен-Мишель.
В Англии по заказу барона Фердинанда де Ротшильда он построил поместье Уоддесдон в Бакхэмшире, ныне принадлежащее Национальному фонду. Этот замок, при создании которого он черпал вдохновение, в частности, из замков Блуа для лестницы и Ментенона для башен, потребовал от архитектора почти десяти лет работы, которую продолжил его сын.
Детайёр собрал значительную коллекцию архитектурных и орнаментальных рисунков, которая стала его профессиональной «документальной базой». Познания в истории искусства позволили ему черпать вдохновение для своих работ в образцах декоративного искусства прошлого. У него сложился творческий метод повторного использования и стилизации элементов традиционного декора, в частности, фрагментов архитектурного декора, выставленные на рынок во времена перестройки города бароном Османом, которая привела к сносу многих частных особняков предыдущего столетия.

## Коллекция
Детайёр за свою жизнь собрал одну из крупнейших частных коллекций произведений графического искусства, а также библиотеку из нескольких тысяч наименований. Продав в 1879 году большую часть своей коллекции в Берлине, где она должна была послужить основой для Библиотеки искусств, он взялся за составление второй коллекции. Однако и вторая коллекция была частично рассредоточена:
в 1890 году — гравюры французской школы XVIII века;
в 1891 году — редкие и ценные книги;
в 1893 году (год его смерти): оригинальные рисунки, собранные в коллекции, включающей «важные работы Сент-Обена»;
в 1894 году — книги и гравюры, посвященные истории города Парижа и его окрестностей, книги и гравюры, посвященные изящным искусствам (архитектуре, живописи, гравюре, орнаментике); в 1896 году рисунки и картины, архитектурные и декоративные чертежи, виды Парижа и окрестностей, рисунки разных жанров, документы, содержащиеся в шести каталогах, переплетенных в три тома.
Национальная библиотека Франции приобрела более 5000 рисунков, связанных с топографией Парижа. Другие произведения разошлись по частным коллекциям. В Музее Карнавале в Париже с марта по июнь 2006 года проходила выставка портретов художников из коллекции Детайёра. По проекту «Gallica» была проведена оцифровка части коллекции Детайёра из отдела гравюр и фотографии Национальной библиотеки Франции.

## Галерея
- Фахверковые дома в Кемперле. Из коллекции Детайёра
- Замок Куранс. Реставрация. 1870—1872
- Дворец Альберта Ротшильда. 1876–1882. Вена (не сохранился). Фотография 1906 г.
- Дворец Ротшильда. Интерьер
- Waddesdon Manor. Особняк Ротшильдов. 1874–1889. Бакингемпшир, Англия
- Hôtel Cahen-d'Anvers. 1881. Париж
- Фонтан замка Франконвиль в Сен-Мартен-дю-Тертр. 1875–1882